# Țigănești
Țigănești is een Roemeense gemeente in het district Teleorman.
Țigănești telt 5417 inwoners.